# Championnat du Costa Rica de football 1949
Navigation
Saison précédente Saison suivante
La Primera División 1949 est la vingt-neuvième édition de la première division costaricienne.
Lors de ce tournoi, le CS Herediano a tenté de conserver son titre de champion du Costa Rica face aux sept meilleurs clubs costariciens.
Chacun des huit clubs participant était confronté deux fois aux sept autres équipes.

## Les 8 clubs participants
| \| San José: Gimnástica Española CS La Libertad Deportivo Saprissa Universidad LD Alajuelense CS Cartagines I San José CS Herediano I San José Orión FC I San José I San José \| Localisation des clubs engagés dans le championnat. |
| San José: Gimnástica Española CS La Libertad Deportivo Saprissa Universidad LD Alajuelense CS Cartagines I San José CS Herediano I San José Orión FC I San José I San José                                                           |

| Club                | Stade                        | Capacité          | Ville      |
| LD Alajuelense      | Stade Alejandro Morera Soto  | 17 900            | Alajuela   |
| CS Cartagines       | Stade inconnu                | Capacité inconnue | Cartago    |
| Gimnástica Española | Stade inconnu                | Capacité inconnue | San José   |
| CS Herediano        | Stade inconnu                | Capacité inconnue | Heredia    |
| CS La Libertad      | Stade national du Costa Rica | 25 500            | San José   |
| Orión FC            | Stade Lito Monge             | 27 500            | Curridabat |
| Deportivo Saprissa  | Stade national du Costa Rica | 25 500            | San José   |
| Universidad         | Stade Ecológico              | 1 800             | San José   |

## Compétition
Les huit équipes s'affrontent à deux reprises selon un calendrier tiré aléatoirement. Le dernier du classement joue le barrage de relégation face au champion de Segunda División.
Le classement est établi sur l'ancien barème de points (victoire à 2 points, match nul à 1, défaite à 0).
Le départage final se fait selon les critères suivants :
- Le nombre de points.
- Un match de départage.

### Classement
| Rang | Équipe                 | Pts | J  | G | N | P | Bp | Bc | Diff |
| ---- | ---------------------- | --- | -- | - | - | - | -- | -- | ---- |
| 1    | LD Alajuelense         | 18  | 14 | 9 | 0 | 5 | 57 | 30 | +27  |
| 2    | Orión FC               | 17  | 14 | 8 | 1 | 5 | 48 | 43 | +5   |
| 3    | CS Herediano (T)       | 16  | 14 | 8 | 0 | 6 | 40 | 42 | -2   |
| 4    | Gimnástica Española    | 15  | 14 | 6 | 3 | 5 | 35 | 29 | +6   |
| 5    | Universidad            | 13  | 14 | 6 | 1 | 7 | 35 | 41 | -6   |
| 6    | CS Cartagines          | 12  | 14 | 6 | 0 | 8 | 39 | 49 | -10  |
| 7    | Deportivo Saprissa (P) | 11  | 14 | 5 | 1 | 8 | 38 | 42 | -4   |
| 8    | CS La Libertad         | 10  | 14 | 4 | 2 | 8 | 27 | 43 | -16  |

| Légende : Qualifications et relégations | Légende : Qualifications et relégations                    |
| --------------------------------------- | ---------------------------------------------------------- |
|                                         | Qualifié pour le barrage de relégation en Segunda División |
|                                         | (T) : Tenant du titre (P) : Promu de la saison 1948        |

### Barrage de relégation
| Club           | Aller | Retour | Club       | Commentaire         |
| CS La Libertad | 1-0   | 3-4    | CS Uruguay | Match d'appui : 2-4 |

## Bilan du tournoi
| Tableau d'Honneur |                    |
| Compétition       | Vainqueur          |
| Primera División  | LD Alajuelense     |
| Torneo Relámpago  | Deportivo Saprissa |
| Copa Gran Bretaña | LD Alajuelense     |

| Promotions et relégations   |            |
| Relégué en Segunda División | Aucun      |
| Promu de Segunda División   | CS Uruguay |

## Statistiques

### Meilleur buteur
- Francisco Zeledón (LD Alajuelense) 19 buts